# Ferenciek tere
Pour la station de métro, voir Ferenciek tere (métro de Budapest).
Ferenciek tere (en français : « la place des Franciscains ») est une place située dans le quartier de Lipótváros (5e arrondissement de Budapest). Elle se présente dans un premier temps comme un élargissement de Kossuth Lajos utca, mettant en perspective les majestueux palais Klotild avec en arrière-plan le Erzsébet híd. Dans sa partie sud, cet élargissement prend la forme d'un square sur lequel on trouve l'église franciscaine Saint-Pierre d'Alcántara, la fontaine des Néréides, et à l'angle de Reáltanoda utca le bâtiment éclectique de la Bibliothèque universitaire de l'Université Loránd Eötvös. Au nord, à l'angle de Petöfi Sándor utca se dresse la maison Brudern (Brudern-ház), qui abrite la cour de Paris (Párisi-udvar, Párizsi-udvar), somptueuse galerie marchande avec ses coupoles de verre.
On y trouve également la station de la ligne   : Ferenciek tere. La récente rénovation de la place a été pensée dans la perspective d'accueillir à long terme le terminus d'une nouvelle ligne de tramways, correspondant à la desserte qui existait jadis entre la Gare de Budapest-Keleti et Erzsébet híd.